# Cambodia Angkor Air

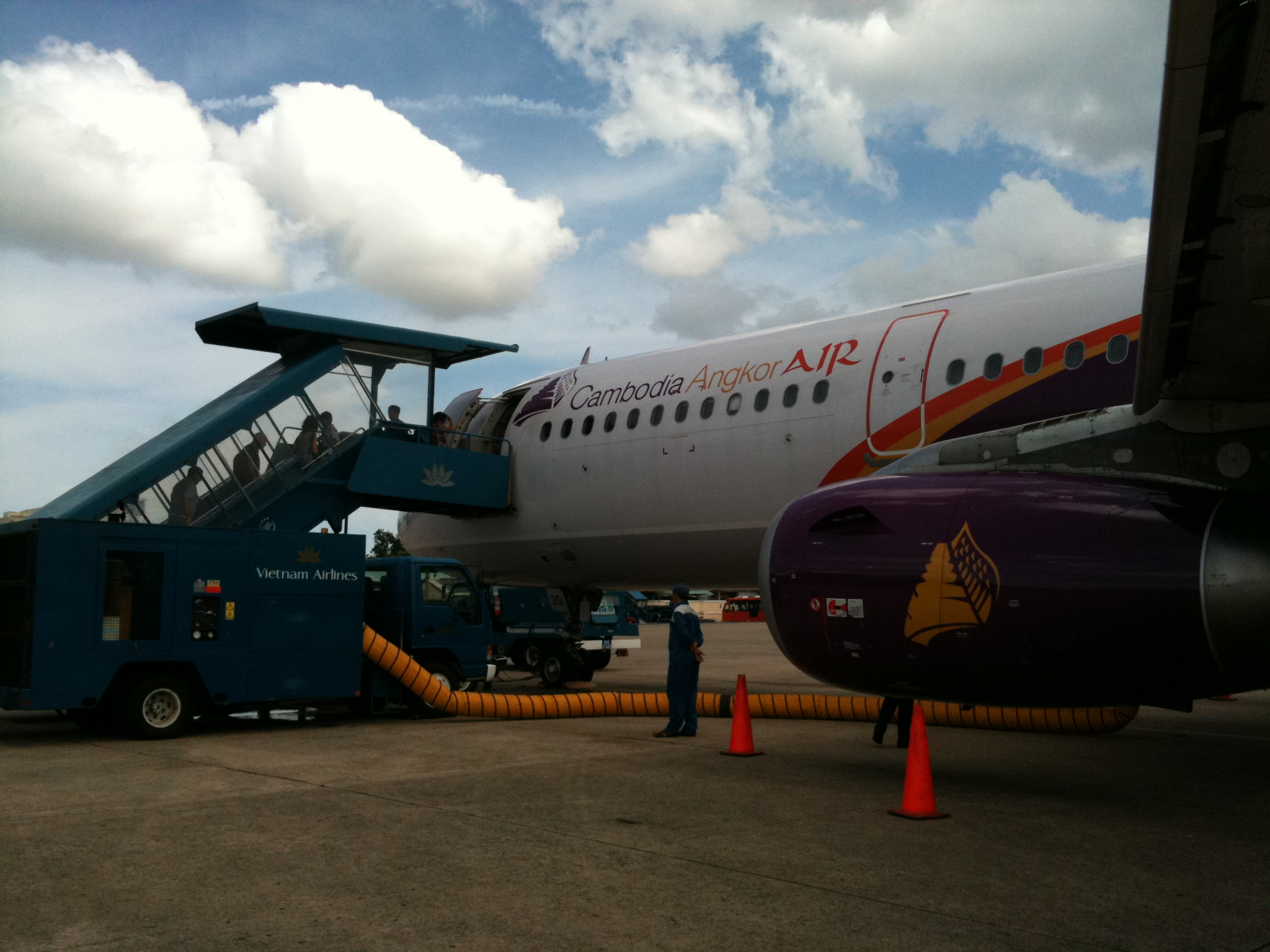
Máy bay A321 của CAA tại Đà Nẵng

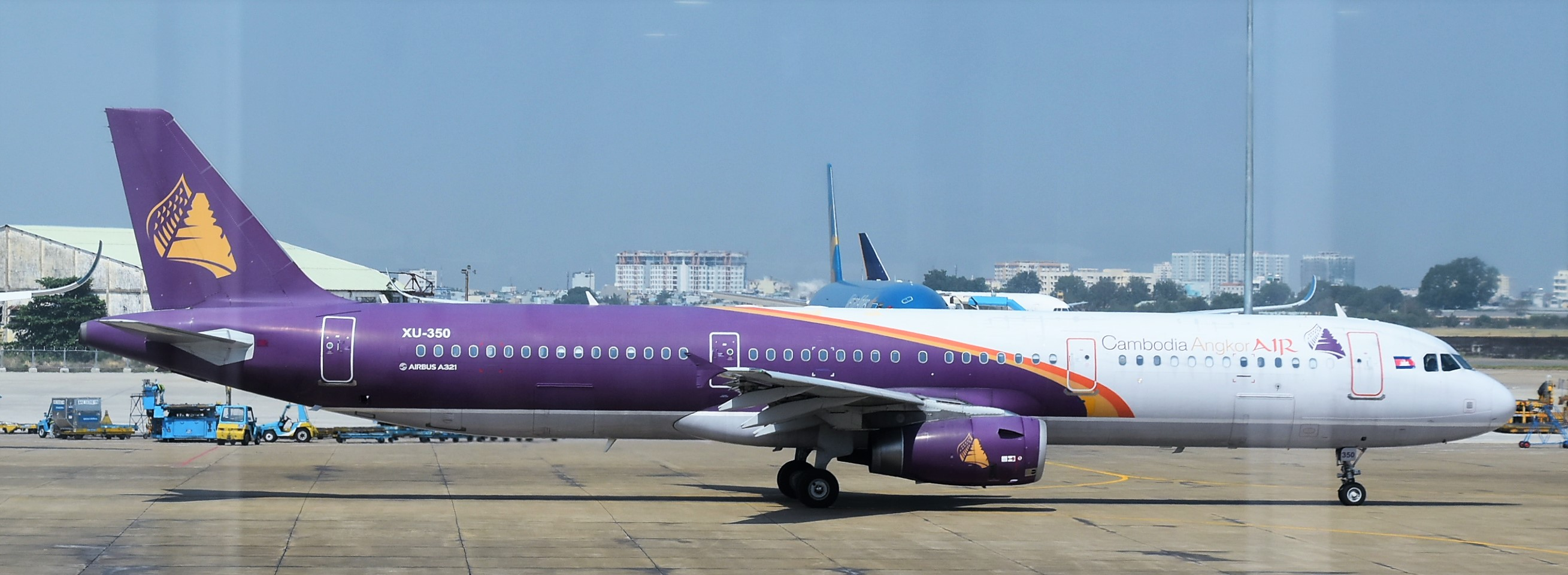

Cambodia Angkor Air (tiếng Khmer: កម្ពុជា អង្គរ អ៊ែរ) là hãng hàng không quốc gia của Cambodia, có trụ sở chính và trung tâm hoạt động chính tại Phnom Penh. Khẩu hiệu của công ty là "Proudly Serve the Kingdom".

## Lịch sử

### Những năm đầu

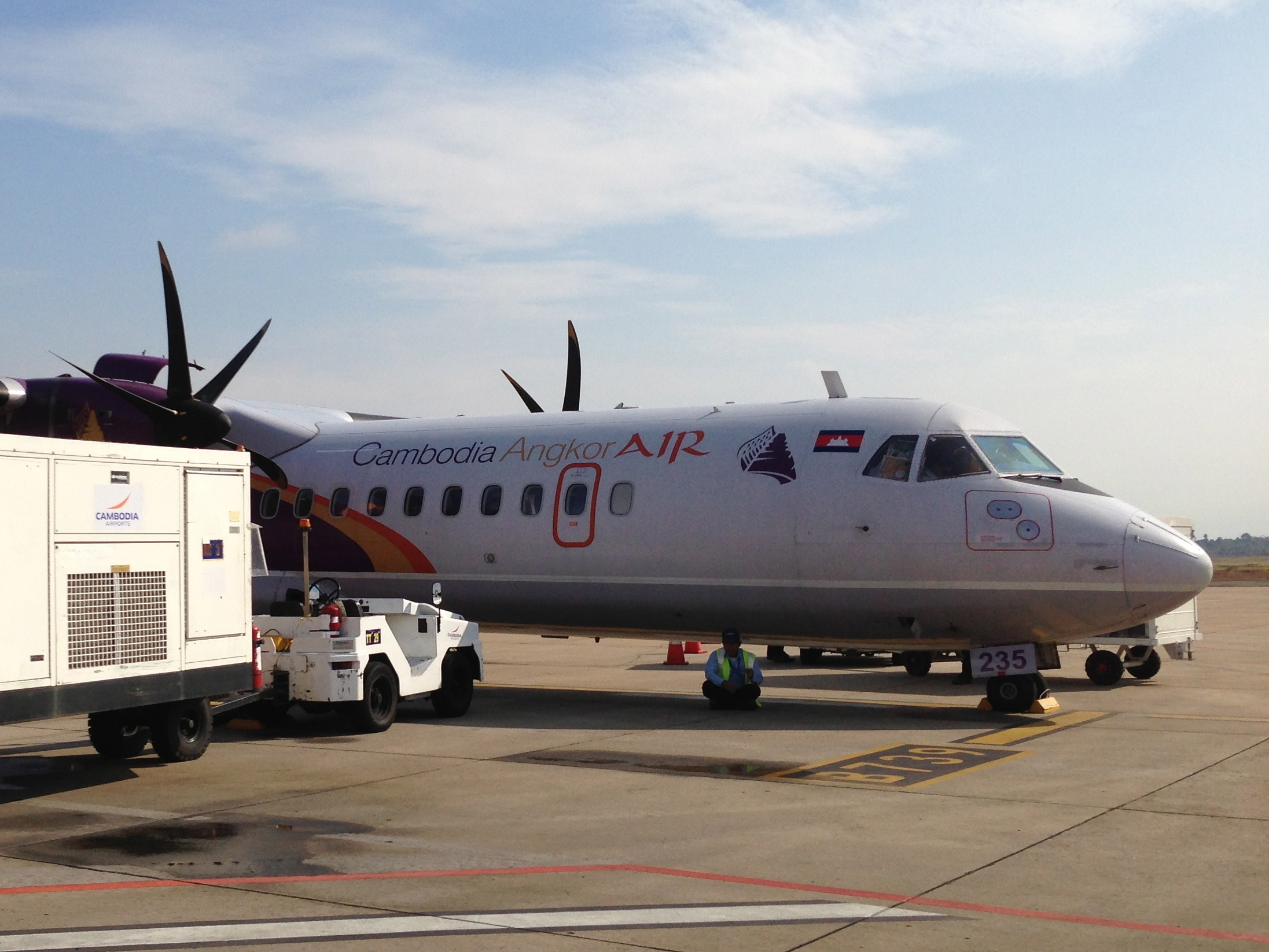
ATR 72 của Cambodia Angkor Air

là hãng hàng không đầy đủ dịch vụ được Chính phủ Campuchia và Vietnam Airlines thành lập vào tháng 7 năm 2009 với số vốn ban đầu là 100 triệu USD.  Hãng cung cấp cả hạng Thương gia và Phổ thông trên máy bay Airbus của mình, trong khi chỉ có hạng phổ thông trên máy bay ATR 72. Hãng thay thế hãng hàng không Royal Air Cambodge, đã ngừng hoạt động vào năm 2001 và tập trung phục vụ các tuyến du lịch trong khu vực Châu Á, đáng chú ý nhất là phục vụ du khách đến Angkor Wat ở Siem Reap. Hãng bắt đầu hoạt động vào ngày 28/7/2009. Hãng được thành lập dưới hình thức liên doanh giữa chính phủ Campuchia (51%) và Vietnam Airlines (49%), sau này cho phép thực hiện các chuyến bay liên danh. Toàn bộ đội bay và hầu hết nhân viên của hãng đều được thuê từ Vietnam Airlines.
Ngày 28 tháng 7 năm 2009, Cambodia Angkor Air lđã triển khai các chuyến bay với ATR 72 trên các đường bay sau; Phnom Penh – Siem Reap, Phnom Penh – TP. Hồ Chí Minh và Siem Reap –  TP. Hồ Chí Minh. Cambodia Angkor Air bắt đầu liên danh với Vietnam Airlines và sử dụng "VN" thay cho mã hãng hàng không "K6" với số hiệu chuyến bay liên danh trên các đường bay Việt Nam. Ngày 2 tháng 9 năm 2009, hãng hàng không quốc gia này đã nhận được một chiếc Airbus A321 mới.

### Những năm 2010
Ngày 14 tháng 12 năm 2011, hãng bắt đầu khai thác đường bay nội địa thứ hai tại Campuchia, khai thác 3 chuyến hàng tuần Siem Reap – Sihanoukville trên máy bay phản lực cánh quạt ATR 72.
Ngày 30 tháng 11 năm 2012, hãng bắt đầu các chuyến bay đến Thái Lan, giữa Sân bay Siem Reap – Bangkok Suvarnabhumi hàng ngày, phá vỡ thế độc quyền của hãng hàng không Thái Lan, Bangkok Airways, trên đường bay này. Đường bay được vận hành bằng máy bay phản lực cánh quạt ATR 72 của CAA. Ngày 31 tháng 3 năm 2013, Cambodia Angkor Air đã tăng tần suất từ Siem Reap đến Bangkok, bao gồm chuyến bay thứ hai hàng ngày. Vào tháng 7 cuối năm đó, nó lại được tăng lên ba chuyến bay hàng ngày.
Ngày 7 tháng 1 năm 2013, hãng hàng không tiết lộ việc triển khai các đường bay Hà Nội từ cả hai trung tâm trung chuyển của hãng tại Phnom Penh và Siem Reap, với mỗi trung tâm có một chuyến bay hàng ngày trên máy bay Airbus A321.Đây là điểm đến thứ hai tại Việt Nam được Campuchia Angkor Air khai thác. ngày 1 tháng 2 năm 2013, hãng đã khai trương tuyến thứ hai đến Sân bay Bangkok Suvarnabhumi từ Phnom Penh. Các chuyến bay được khai thác hàng ngày bằng máy bay Airbus A321. Ngày 6 tháng 3 năm 2013, hãng hàng không này lần đầu tiên dự báo lỗ do mở rộng nhanh chóng và gia tăng sự cạnh tranh.  Ngày 6 tháng 3 năm 2013, hãng hàng không đã điều chỉnh đường bay Sihanoukville, trong đó tuyến khứ hồi 3 chuyến hàng tuần Siem Reap – Sihanoukville được định tuyến lại qua Phnom Penh, với đường bay Siem Reap – Sihanoukville – Phnom Penh – Siem Reap. ngày 14 tháng 7 năm 2013, hãng bắt đầu khai thác chuyến bay thuê chuyến trên tuyến Siem Reap – Hạ Môn. ngày 26 tháng 9 năm 2013, hãng bắt đầu các chuyến bay đầu tiên đến Trung Quốc, phá vỡ thế độc quyền của China Southern Airlines khai thác tần suất hàng ngày, hãng đã chuyển sang tần suất 11 chuyến. Đường bay Quảng Châu-Siem Reap, hoạt động hàng ngày bằng máy bay Airbus A320. ngày 26 tháng 12 năm 2013, hãng bắt đầu tuyến đường bay Siem Reap – Hàng Châu theo mùa. Cũng vào ngày 26 tháng 12 năm 2013, hãng bắt đầu các chuyến bay theo lịch trình mới đến Thượng Hải – Phố Đông từ cả hai trung tâm tại Siem Reap và Phnom Penh, mỗi trung tâm có bốn chuyến bay mỗi tuần bằng máy bay Airbus A321 của họ..
Ngày 18 và 23 tháng 1 năm 2014, Campuchia Angkor Air bắt đầu chuyến bay charter đến Ôn Châu và Trịnh Châu. Ngày 1 tháng 2 năm 2014, các chuyến bay charter từ Siem Reap đến Phúc Châu bắt đầu.
Ngày 16 tháng 1 năm 2015, hãng đã triển khai chuyến bay thuê bao đến Sân bay Quốc tế Changi Singapore bằng máy bay Airbus A321. Ngày 25 tháng 10 năm 2015, hãng vận tải quốc gia này đã triển khai các tuyến nội địa Ấn Độ-Trung Quốc mới. Có các chuyến bay kết nối giữa Việt Nam, Campuchia và Lào. Hãng dự kiến khai thác đường bay TP.HCM – Phnom Penh – Viêng Chăn – Hà Nội 3 lần/tuần bằng máy bay Airbus A321. Họ sẽ sử dụng mã của Vietnam Airlines, VN. Vietnam Airlines khai thác đường bay này hàng ngày. Mã K6 của Campuchia Angkor Air cũng sẽ xuất hiện trên chuyến bay của Vietnam Airlines trên đường bay này. Ngày 30 tháng 10 năm 2015, Campuchia Angkor Air đã nối lại đường bay Siem Reap – Thượng Hải. Ngày 16 tháng 12 năm 2015, hãng đã khai trương đường bay mới, Siem Reap – Bắc Kinh, với chiếc A320-200 mới của họ. Ngày 25 tháng 12 năm 2015, hãng hàng không Campuchia Angkor Air bắt đầu chuyến bay thuê bao đến Seoul-Incheon.
Hãng sẽ có 12 chiếc máy bay vào năm 2015.
Ngày 30 tháng 12 năm 2016, hãng hàng không đã nối lại chuyến bay Siem Reap-Hà Nội trong khi chiếc A320-200 mới của họ được đưa vào hoạt động tại CAAC.
Ngày 16 tháng 4 năm 2020, trước nguy cơ xảy ra cuộc khủng hoảng du lịch toàn cầu lớn do dịch bệnh COVID-19, Vietnam Airlines thông báo đã bán 49% cổ phần của mình tại Campuchia Angkor Air cho một người mua không được tiết lộ danh tính.

## Liveries và logo
Logo của Campuchia Angkor Air tượng trưng cho cả Angkor Wat và cánh chim được sử dụng trên bức phù điêu thấp của Angkor Wat. Cả hai đều đại diện cho những phẩm chất nhất định: Angkor Wat là sức mạnh và vẻ đẹp; trong khi cánh chim tượng trưng cho tốc độ và sự nhanh nhẹn. Màu tím đậm thường được các hãng hàng không sử dụng vì chúng vừa là màu truyền thống của sự thịnh vượng ở Campuchia vừa là màu của hoàng gia.

## Dịch vụ

### On-board
Cambodia Angkor Air cung cấp tạp chí trên chuyến bay của họ có tựa đề ANGKOR và đã phát hành các số này từ năm 2014. Họ cũng cung cấp dịch vụ bữa ăn cho hầu hết các chuyến bay. Những lựa chọn này bao gồm trà, Coca Cola, mì và thịt. Họ cũng cung cấp dịch vụ đặt bữa ăn trước 24 giờ trước khi khởi hành.

## Điểm đến
Cambodia Angkor Air phục vụ các điểm đến sau:
| Quốc gia/ Lãnh thổ | Thành phố       | Sân bay                                  | Ghi chú                                | Refs   |
| ------------------ | --------------- | ---------------------------------------- | -------------------------------------- | ------ |
| Cambodia           | Phnom Penh      | Phnom Penh International Airport         | Đầu mối                                | [ 24 ] |
| Cambodia           | Siem Reap       | Siem Reap International Airport          | Đóng                                   | [ 24 ] |
| Cambodia           | Siem Reap       | Siem Reap–Angkor International Airport   | Đầu mối                                |        |
| Cambodia           | Sihanoukville   | Sihanouk International Airport           |                                        |        |
| Trung Quốc         | Beijing         | Beijing Capital International Airport    |                                        | [ 25 ] |
| Trung Quốc         | Changsha        | Changsha Huanghua International Airport  | Charter                                |        |
| Trung Quốc         | Chengdu         | Chengdu Shuangliu International Airport  | Charter                                |        |
| Trung Quốc         | Chongqing       | Chongqing Jiangbei International Airport | Charter                                |        |
| Trung Quốc         | Guangzhou       | Guangzhou Baiyun International Airport   |                                        |        |
| Trung Quốc         | Haikou          | Haikou Meilan International Airport      |                                        | [ 26 ] |
| Trung Quốc         | Hangzhou        | Hangzhou Xiaoshan International Airport  | tiếp tục lại ngày 30 tháng 10 năm 2023 |        |
| Trung Quốc         | Hefei           | Hefei Xinqiao International Airport      | Charter                                |        |
| Trung Quốc         | Nanchang        | Nanchang Changbei International Airport  | Charter                                |        |
| Trung Quốc         | Ningbo          | Ningbo Lishe International Airport       | Charter                                |        |
| Trung Quốc         | Shanghai        | Shanghai Pudong International Airport    |                                        |        |
| Trung Quốc         | Shenyang        | Shenyang Taoxian International Airport   | Charter                                |        |
| Trung Quốc         | Tianjin         | Tianjin Binhai International Airport     | Charter                                |        |
| Trung Quốc         | Wenzhou         | Wenzhou Longwan International Airport    | Charter                                |        |
| Trung Quốc         | Wuxi            | Sunan Shuofang International Airport     | Charter                                |        |
| Trung Quốc         | Xiamen          | Xiamen Gaoqi International Airport       | Đã ngưng                               |        |
| Trung Quốc         | Zhengzhou       | Zhengzhou Xinzheng International Airport |                                        |        |
| Ấn Độ              | Delhi           | Indira Gandhi International Airport      | Bắt đầu ngày 1 tháng 2 năm 2024        | [ 27 ] |
| Macau              | Macau           | Macau International Airport              | Đã ngưng                               |        |
| Lào                | Luang Prabang   | Luang Prabang International Airport      | Đã ngưng                               |        |
| Lào                | Vientiane       | Wattay International Airport             |                                        |        |
| Singapore          | Singapore       | Changi Airport                           | Bắt đầu ngày 2 tháng 1 năm 2024        | [ 27 ] |
| Hàn Quốc           | Seoul           | Incheon International Airport            | Đã ngưng                               |        |
| Thailand           | Bangkok         | Suvarnabhumi Airport                     | Đã ngưng                               |        |
| Việt Nam           | Đà Nẵng         | Sân bay Quốc tế Đà Nẵng                  |                                        | [ 28 ] |
| Việt Nam           | Hà Nội          | Sân Bay Quốc Tế Nội Bài                  |                                        |        |
| Việt Nam           | TP. Hồ Chí Minh | Sân bay Quốc tế Tân Sơn Nhất             | Bản mẫu:Airline focus                  |        |

### Chuyến bay liên danh
Cambodia Angkor Air có chuyến bay liên danh với các hãng hàng không sau:
- Lao Airlines
- Vietnam Airlines

## Vé máy bay và các sản phẩm phụ trợ
Cambodia Angkor Air hợp tác với Optiontown có trụ sở tại Hoa Kỳ để vận hành nền tảng đăng ký chuyến bay trả trước có tên Flight Pass, cho phép khách hàng mua trước chuyến bay với mức giá tốt nhất hiện có và quyết định thời điểm họ muốn đi du lịch vào một ngày sau đó. Trong cùng quan hệ đối tác, hành khách có thể lựa chọn nâng cấp vé của mình lên hạng Thương gia hoặc Hạng Nhất với mức giá thấp. Ngoài ra, hành khách có thể mua trước chỗ ngồi ưa thích, hành lý bổ sung, quyền sử dụng phòng chờ cũng như chỗ trống bên cạnh họ trên chuyến bay.

## Đội bay

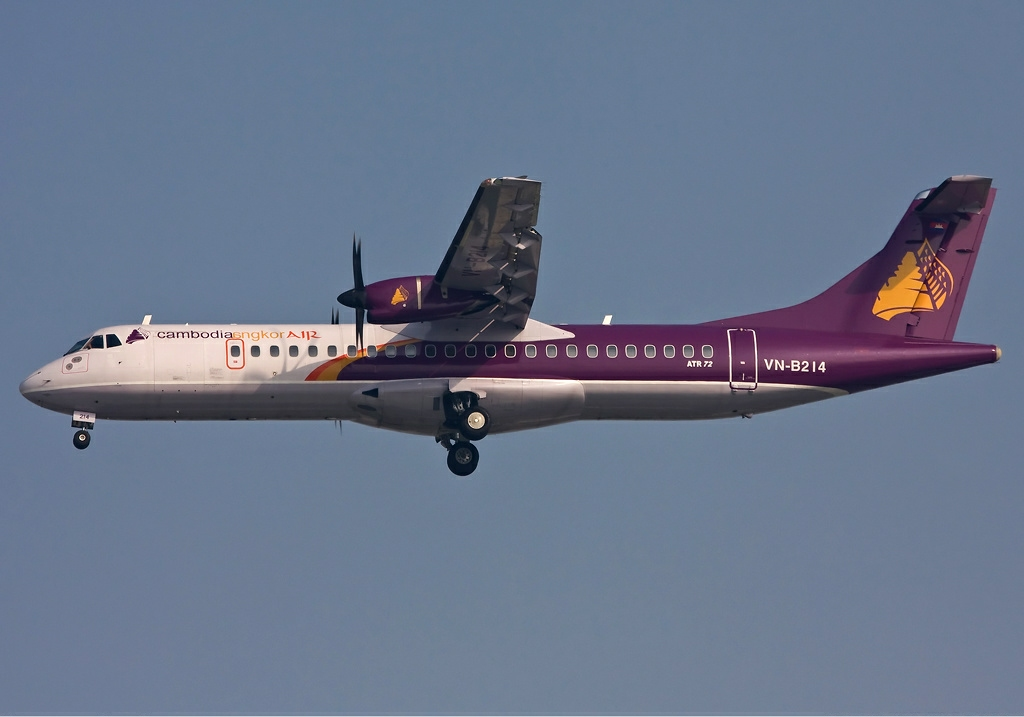
Cambodia Angkor Air ATR-72-500

Tính đến tháng 4 năm 2023, đội bay của Campuchia Angkor Air bao gồm các máy bay sau:
| Máy bay         | Phục vụ | Đặt hàng | Ghế | Ghế | Ghế  | Ghi chú                  |
| Máy bay         | Phục vụ | Đặt hàng | C   | Y   | Tổng | Ghi chú                  |
| --------------- | ------- | -------- | --- | --- | ---- | ------------------------ |
| Airbus A320-200 | 2       | 1        | 0   | 180 | 180  |                          |
| Airbus A321-200 | 1       | —        | 16  | 168 | 184  |                          |
| ATR 72-500      | 2       | —        | 0   | 66  | 66   | Thuê từ Vietnam Airlines |
| Tổng            | 5       | 1        |     |     |      |                          |

### Máy bay cũ
- 3 ATR-72-500: 1 đang hoạt động, trong khi XU-237 hiện đang hoạt động với tên VN-B220 cho Công ty Dịch vụ Hàng không Việt Nam và XU-235 hiện được lưu giữ tại Sân bay Quốc tế Tân Sơn Nhất
- 10 Airbus A321-200: 1 chiếc đang hoạt động, 1 chiếc khác đang khai thác cùng Vietnam Airlines

### Đội bay tương lai
- Cambodia Angkor Air vừa thông báo rằng họ sẽ bổ sung thêm 1 chiếc Airbus A320-200 mới và 1 chiếc ATR 72 mới.
- Chủ tịch Campuchia Angkor Air, ông Samrach Tekreth vừa thông báo rằng Campuchia Angkor Air sẽ chi một khoản tiền không được tiết lộ để mở rộng đội bay của mình lên 12 máy bay.